# کوهی کییاما
کوهی کییاما (انگلیسی: Kohei Kiyama؛ زادهٔ ۲۲ فوریهٔ ۱۹۸۸) بازیکن فوتبال اهل ژاپن است.
از باشگاه‌هایی که در آن بازی کرده‌است می‌توان به باشگاه فوتبال ماتسوموتو یاماگا و باشگاه فوتبال توکیو وردی اشاره کرد.